# Susaek-dong
Susaek-dong (koreanska: 수색동) är en stadsdel i stadsdistriktet Eunpyeong-gu i Sydkoreas huvudstad Seoul.